# Dušan Hirks
Dušan Dule Hirks, srbski nogometaš, 4. november 1964, Apatin, † 17. december 2013, Apatin.
Nogometno pot je preživel v klubih v občini Apatin.

## Klubska kariera
Nogomet je začel igrati v FK Plamen iz Ribareva (danes FK Jedinstvo iz Ribareva) s starejšim bratom (Hirks Ivan) dokaj zgodaj, že pri 17 letih je debitiral v članski ekipi.
Nov klub, za katerega je zaigral, je bil OFK Mladost iz Apatina, kar je bila krona njegove kariere, torej najvišji nivo tekmovanja, ki ga je igral v tem klubu.
Nato je odšel v FC Partizan iz Kupusine, kjer je končal kariero.
Sodeloval je na številnih turnirjih v malem nogometu, prijavil se je na razpis za nogometnega sodnika.

## Smrt
Umrl je 17. decembra 2013 zaradi srčnega infarkta na delovnem mestu. Imel je tri otroke, sina Dušana ter hčerki Bojano in Suzano.

## Spomenik
Njegov sin Dušan je julija 2022 organiziral prvi memorial Dušana Duleta Hirksa, ki je bil odigran na stadionu FC Terekveš v Svilojevu. Memorial bo potekal vsako leto.